# Besso
Besso – szczyt w Alpach Pennińskich, w masywie Obergabelhorn - Zinalrothorn. Leży w południowej Szwajcarii w kantonie Valais, blisko granicy z Włochami. Sąsiaduje z Zinalrothorn. Szczyt można zdobyć ze schroniska Cabane du Grand Mountet (2886 m) lub Rothornhütte (3198 m).
Pierwszego wejścia dokonali J. B. Epinay i J. Vianin w 1862 r.